# KW-96 Bastiana (schip, 1917)
De KW 96 was een logger uit Katwijk in de Nederlandse provincie Zuid-Holland.  
De KW 96 werd in 1916 als zeillogger door de gebroeders Boot in Leiderdorp gebouwd en kreeg toen de naam Bastiana. Later werd zij verkocht, er werd een motor ingebouwd en zij kreeg de naam Anna.

## Engelandvaart
Op veel plaatsen langs de Nederlandse kust hebben Engelandvaarders tijdens de Tweede Wereldoorlog geprobeerd met al dan niet zeewaardige schepen naar Engeland te gaan. In het begin van de oorlog werden relatief grote schepen gebruikt, zoals de Zeemanshoop (mei 1940), de SCH 107 (mislukte poging in augustus 1940), de KW 96 (maart 1941) en de KW 110 (augustus 1942). Naarmate de kust strenger bewaakt werd, werden de bootjes kleiner en er waren zelfs jongens die kano's gebruikten. Toen niemand meer het strand op mocht, gingen de laatste vluchten vanuit de Hollandse en Zeeuwse wateren.
Op 16 maart 1941 verliet de Anna de Tweede Haven van Scheveningen. Aan boord waren Leen Bruin, Rinus de Heijer, Krijn Kleijn, Jacob de Reus, Hugo van Roon, Jacob Vrolijk en Henk Westerduin. Ze peddelden met wat plankjes de haven uit. Het was mistig en donker zodat hun mast door de Duitse patrouille niet gezien werd. Eenmaal buitengaats startte Krijn Kleijn de motor. Door de motor in zijn achteruit te zetten kon hij voorkomen dat de vlet op de rotsen van het Zuidenhavenhoofd kapotsloeg. De volgende dag werd de ontsnapping door de Duitsers gemerkt. De vader van Leen Bruin, die schipper was op de reddingsboot, kreeg opdracht hen achterna te gaan en terug te halen. De volgende middag werden de jongens door het Engelse marineschip Hr. Ms. Pytchley opgepikt en aan wal gebracht.
Op 26 juli 1945 is de Anna op een mijn gelopen en gezonken.